# Nowa Wieś (Bolesławiec)
Pour les articles homonymes, voir Nowa Wieś.
Nowa Wieś est une localité polonaise de la gmina et du powiat de Bolesławiec en voïvodie de Basse-Silésie.
Le village est situé à environ 10 km au nord-ouest de Bolesławiec et à environ 110 km à l'ouest de Wrocław.
Le village est connu pour son église en bois datant du XVIIIe siècle, qui est inscrite sur la liste du patrimoine mondial de l'UNESCO. Cette église est remarquable pour son architecture en bois typique de la région de la Basse-Silésie et pour ses décorations intérieures richement ornées.
Nowa Wieś est également réputé pour sa production de poterie traditionnelle, qui remonte à l'époque médiévale. Les artisans locaux utilisent des techniques traditionnelles pour créer des pièces uniques en argile, qui sont vendues sur les marchés locaux et internationaux.
Le village est entouré de paysages pittoresques, avec des collines verdoyantes, des rivières sinueuses et des forêts denses. C'est un lieu idéal pour la randonnée, la pêche, la chasse et d'autres activités de plein air.